# 宫少华
宫少华（1961年—），中学正高级教师，“河南省特级教师”，2009年全国优秀教育工作者，曾任许昌高级中学校长。
1975年至1979年，在许昌高中上初中和高中。1979年9月至1983年7月在河南大学历史系学习，获历史学士学位。1983年9月，进入许昌高中工作，先后任团委书记、政教处主任以及副校长。1985年5月，加入中国共产党。1997年7月至1999年5月，任许昌教育学院副书记、副院长。1999年5月至2002年3月，任许昌师范学校副书记、副校长。2003年3月至2018年1月，任许昌高中校长。